# Currie Cup 1970
La Currie Cup de 1970 fue la trigésimo segunda edición del principal torneo de rugby provincial de Sudáfrica.
El campeón fue el equipo de Griqualand West quienes obtuvieron su tercer campeonato.

## Participantes

### Fase Final
| Equipo             | Título            |
| ------------------ | ----------------- |
| Northern Transvaal | Ganador Sección A |
| Griqualand West    | Ganador Sección B |
| Natal              | Ganador Sección C |

### Semifinal
| 1970 | Natal | 8 - 24 | Northern Transvaal |  |  |

### Final
| 1970 | Griqualand West | 11 - 9 | Northern Transvaal | Kimberley, |  |

### Campeón
| Bandera de Sudáfrica    |
| Campeón Griqualand West |
| Tercer título           |